# Andrew Sullivan (Journalist)

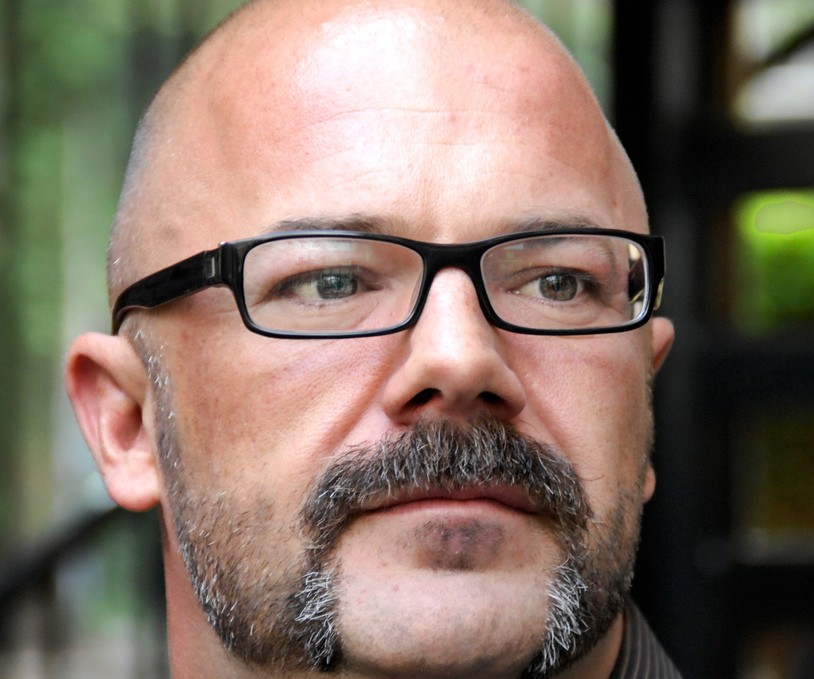
Andrew Sullivan (2006)

Andrew Sullivan (* 10. August 1963 in Surrey, Großbritannien) ist ein libertärer, in den USA lebender britischer Journalist und Blogger.

## Werdegang
Sullivan studierte von 1981 bis 1984 an der University of Oxford und später mit Unterbrechungen von 1984 bis 1989 an der Harvard University, an der er über den britischen konservativen Philosophen Michael Oakeshott promovierte.
Von 1991 bis 1996 war er für die linksliberale amerikanische Zeitschrift The New Republic tätig, zuletzt als Chefredakteur. Diesen Posten musste er räumen, angeblich deshalb, weil er im Magazin für eine offene Haltung gegenüber der sehr kontroversen weithin als rassistisch verurteilten These der genetischen Determiniertheit von Intelligenz und den sich daraus angeblich ergebenen Unterschieden zwischen verschiedenen Rassen plädiert und damit den Herausgeber sowie große Teile der Redaktion wie der Leserschaft verärgert hatte. 
Ende 2000 gründete er seinen Blog The Daily Dish. Dieser zählt inzwischen zu den bekanntesten politischen seiner Art in den USA. Außerdem schreibt er Artikel für Printmedien, unter anderem weiter für The New Republic, außerdem für das TIME Magazine und die konservative Londoner Sunday Times. Seit Mitte 2007 ist sein Blog Teil des Internet-Auftritt des Magazins The Atlantic Monthly. Seit Februar 2013 betreibt er das Blog ohne Werbung, ausschließlich von Abonnenten finanziert, die dafür vollen Zugriff auf alle Beiträge erhalten. Zum Ende des Jahres hatte The Daily Dish gut 34.000 Abonnenten, die Einnahmen hieraus beliefen sich auf 851.000 US-Dollar.  In einem Blogpost vom 28. Januar 2015 erklärte Sullivan seinen Rückzug aus der Blogosphäre und das Ende von "The Dish". In seinem vorletzten Beitrag vom 6. Februar 2015 reflektiert er kurz über seine Zeit als Vollzeitblogger.
2007 heiratete er in Provincetown, Massachusetts seinen langjährigen Lebensgefährten, einen Maler.

## Ansichten
Sullivan ist allgemein bekannt für seine oft heterodoxen Ansichten, derentwegen er nicht leicht in das traditionelle Links-rechts-Schema einzuordnen ist. Er ist bekennender Schwuler und HIV-positiv (bis 2008/9 verhinderte sein HIV-Status die von ihm gewünschte Einbürgerung in den USA), was er oft in den Mittelpunkt seiner politischen Beiträge rückt, aber sehr kritisch gegenüber dem, was er für das "linke schwule Establishment" hält. Er ist kulturell liberal und strikter Gegner von staatlichen Eingriffen zur Förderung von traditioneller Moral wie etwa der Kriminalisierung von Homosexualität und Drogen wie Marihuana, aber auch von Political Correctness. Er ist auch gegen "affirmative action", also die Bevorzugung von Minderheiten, vor allem durch Quoten, und die Einschränkung der Meinungsfreiheit von Rassisten und Homophoben. Er ist persönlich entschiedener Abtreibungsgegner und bestreitet ein verfassungsmäßiges Recht auf Abtreibung (vgl. das Urteil Roe v. Wade des Obersten Gerichtshofs), befürwortet aber im Grundsatz die Legalität des Schwangerschaftsabbruchs.
Als Anhänger von Ronald Reagan und insbesondere Margaret Thatcher ist er entschieden wirtschaftsliberal: Er unterstützte George W. Bushs Steuersenkungen (allerdings nicht seine Haushaltspolitik insgesamt wegen des enormen Budgetdefizits), war auch für Bushs gescheiterte Rentenreform und ist allgemein ein strikter Gegner des Wohlfahrtsstaats sowie der progressiven Einkommensteuer. Er kritisiert Michael Moore und lehnt auch die sehr linke Organisation MoveOn.org deutlich ab. Seine wirtschaftsfreundliche Haltung hält ihn nicht davon ab, den Umweltschutz zu propagieren, den er für ein wichtiges gerade konservatives Anliegen hält. Insgesamt kann er tendenziell als Anhänger des Libertarismus eingeordnet werden, obwohl er dessen radikale Richtung deutlich ablehnt.
Kontrovers im "rechten Lager" ist seine Haltung zum Irakkrieg und dem Krieg gegen den Terror insgesamt: Er befürwortete ursprünglich den Irakkrieg entschieden. Dann begann er, dessen für ihn inkompetente Handhabung durch die Regierung Bush (die er bei den Wahlen 2000 noch unterstützt hatte) und die Fundierung auf unzuverlässigen Geheimdienstinformationen scharf zu kritisieren. Mittlerweileseit wann? hält er den Krieg für einen Fehler, auch weil er nach eigenem Bekunden an die Fähigkeit des Westens zur Demokratisierung arabisch-muslimischer Gesellschaften durch einen militärisch gestützten "regime change" nicht mehr glaubt. Er plädiert daher für einen raschen Abzug der US-Truppen. Auch wendet er sich entschieden gegen die seiner Meinung nach klar verfassungs- und völkerrechtswidrige Behandlung von Gefangenen durch US-Truppen und -Geheimdienste in Lagern wie in Guantanamo Bay und allgemein gegen zu weite Eingriffe des Staates in Bürgerrechte im Namen des Schutzes vor dem Terrorismus.
Ebenfalls Feinde in der amerikanischen Rechten hat sich Sullivan in religiösen Fragen gemacht. Selbst irischer Herkunft, ist er ein von seiner Kirche wegen deren schwulenfeindlicher Haltung und der diversen Missbrauchsskandale enttäuschter, aber dennoch gläubiger Katholik. Er ist ein scharfer Kritiker des islamischen Fundamentalismus und einer für ihn falschen Toleranz im Namen des Multikulturalismus und der Political Correctness, gerade auch in Europa, und kritisierte 2006 die Medien für den Nichtabdruck der Mohammed-Karikaturen. In den letzten Jahren tat er sich jedoch vor allem mit seiner sehr kritischen Haltung gegenüber dem Einfluss christlicher, insbesondere evangelikaler Fundamentalisten auf die Republikanische Partei hervor. In Anlehnung an den Islamismus erfand er für diese Gruppe den Begriff christianism (engl.), definiert als Ansicht, dass die Religion der Politik eine konkrete politische Agenda zu diktieren habe, die dann für alle rechtliche Geltung haben müsse, und als den Anspruch, dass eine Partei Gott repräsentieren könne und andere nicht.
Parteipolitisch bezeichnet sich Sullivan als independent, also weder dem demokratischen noch dem republikanischen Lager angehörend. Hatte er bei den Präsidentschaftswahlen 1992 Bill Clinton unterstützt, befürwortete er 1996 die Wahl Bob Doles und 2000 die von George W. Bush. Bei der Präsidentschaftswahl 2004 und der Parlamentswahl 2006 rief er dann dazu auf, John Kerry bzw. die Kandidaten der Demokratischen Partei zu wählen. Bei der Präsidentschaftswahl 2008 sympathisierte er zunächst mit Ron Paul. Unter den Kandidaten mit tatsächlicher Aussicht, die Wahl zu gewinnen, bevorzugte er jedoch den Demokraten Barack Obama. Den republikanischen Kandidaten John McCain hielt er lange für ehrenhaft, lehnte aber bereits dessen unbedingte Unterstützung für den Irakkrieg ab. Nach der Nominierung der von Sullivan als völlig unqualifiziert eingestuften Sarah Palin als republikanische Kandidatin für das Vizepräsidentenamt und angesichts von McCains wiederholten persönlichen Attacken gegen Obama wandte sich Sullivan endgültig von McCain ab.
Die Präsidentschaftskandidatur Donald Trumps wertet er negativ als Zeichen einer amerikanischen Hyperdemokratisierung und plädiert für eine bessere Kontrolle der Demokratie durch Eliten.

## Bücher
- Andrew Sullivan (1995). Virtually Normal: An Argument About Homosexuality. Knopf. ISBN 0-679-42382-6.
  - deutsch: Völlig normal: Ein Diskurs über Homosexualität, Kindler, München 1996, ISBN 3-463-40287-4.
- Andrew Sullivan (1998). Love Undetectable: Notes on Friendship, Sex and Survival. Knopf. ISBN 0-679-45119-6.
- Andrew Sullivan (2004). Same-Sex Marriage Pro & Con: A Reader Vintage. ISBN 1400078660
- Andrew Sullivan (2006). The Conservative Soul: How We Lost It, How to Get It Back. HarperCollins. ISBN 0-06-018877-4.